# Umiarkowana Partia Koalicyjna
Umiarkowana Partia Koalicyjna (szw. Moderata samlingspartiet, w skrócie Moderaterna; Moderaci, M) – szwedzka partia liberalno-konserwatywna.

## Historia
Powstała w 1904 roku, będąc początkowo ugrupowaniem bardzo konserwatywnym i nacjonalistycznym. Była przeciwna powszechności prawa wyborczego, prawom pracowniczym i wydatkom socjalnym. Jej członkowie chcieli zapewnienia przywilejów wyższym klasom społecznym. W tym czasie dwukrotnie premierem był Arvid Lindman (lata 1905–1911 i 1928–1930). W 1928 roku partia uzyskała najwyższy jak dotąd wynik wyborczy – 28%. Od 1934 roku była to główna partia opozycyjna, od 1938 jako Narodowa Organizacja Prawicy, pomagała socjaldemokratom w rządzeniu w czasie wojny. Od 1952 roku jako Partia Prawicowa, główne ugrupowanie opozycyjne, a od 1969 pod obecną nazwą.
Od 1970 (lider – Gösta Bohman, 1911–1977) partia zaczęła zmieniać swoją orientację z klasycznie konserwatywnej na bardziej liberalną. Od 1976 roku uczestniczyła w pierwszym powojennym rządzie niesocjaldemokratycznym (który przetrwał do 1982, przewodziła w nim Partia Centrum).
W 1991 roku nowy przywódca Carl Bildt poprowadził partię do zwycięstwa, zostając premierem i tworząc nie-socjalistyczną koalicję rządową do 1994. Rząd ten obciął wydatki socjalne, zredukował podatki i zakończył negocjacje z UE. Potem jednak koalicja utraciła większość, pomimo zwiększenia poparcia dla samej partii w wyborach 1994 i 1998 roku. Nowy lider, Bo Lundgren poprowadził jednak partię do klęski w 2002 roku, po czym zastąpił go Fredrik Reinfeldt. Po rządach, które Umiarkowani sprawowali w latach 2006–2015 nadeszła porażka wyborcza, po której do dymisji podał się ustępujący premier i lider partii Fredrik Reinfeldt. Zastąpiła go Anna Kinberg Batra. Jest pierwszą kobietą, która objęła stanowisko lidera partii.

## Liderzy partyjni
- Gustaf Fredrik Östberg (1904–1905)
- Axel Svedelius (1905–1906)
- Hugo Tamm (1907)
- Gustaf Fredrik Östberg (1908–1912)
- Arvid Lindman (1912–1917)
- Olof Jönsson i Hov (1917)
- Arvid Lindman (1917–1935)
- Gösta Bagge (1935–1944)
- Fritiof Domö (1944–1950)
- Jarl Hjalmarson (1950–1961)
- Gunnar Heckscher (1961–1965)
- Yngve Holmberg (1965–1970)
- Gösta Bohman (1970–1981)
- Ulf Adelsohn (1981–1986)
- Carl Bildt (1986–1999)
- Bo Lundgren (1999–2003)
- Fredrik Reinfeldt (2003–2015)
- Anna Kinberg Batra (2015–2017)[1]
- Ulf Kristersson (2017)[1]

## Poparcie w wyborach

### Wybory doRiksdagu
| Wybory        | Wyniki    | Wyniki | Mandaty | +/-  | Rząd                          |
| Wybory        | Głosy     | %      | Mandaty | +/-  | Rząd                          |
| ------------- | --------- | ------ | ------- | ---- | ----------------------------- |
| 1911          | 188 691   | 31,1   | 65/230  | Nowa | Opozycja                      |
| Marzec 1914   | 286 250   | 37,7   | 86/230  | 21   | Opozycja                      |
| Wrzesień 1914 | 268 631   | 36,7   | 86/230  | 0    | Opozycja                      |
| Wrzesień 1914 | 268 631   | 36,7   | 86/230  | 0    | Rząd mniejszościowy (od 1917) |
| 1917          | 182 070   | 24,7   | 59/230  | 27   | Opozycja                      |
| 1920          | 183 019   | 27,9   | 70/230  | 11   | Opozycja                      |
| 1921          | 449 257   | 25,8   | 62/230  | 8    | Opozycja                      |
| 1921          | 449 257   | 25,8   | 62/230  | 8    | Rząd mniejszościowy (od 1923) |
| 1924          | 461 257   | 26,1   | 65/230  | 3    | Opozycja                      |
| 1928          | 692 434   | 29,4   | 73/230  | 8    | Rząd mniejszościowy           |
| 1928          | 692 434   | 29,4   | 73/230  | 8    | Opozycja (od 1930)            |
| 1932          | 576 053   | 23,1   | 58/230  | 15   | Opozycja                      |
| 1936          | 512 781   | 17,6   | 44/230  | 14   | Opozycja                      |
| 1936          | 512 781   | 17,6   | 44/230  | 14   | Koalicja rządząca (od 1939)   |
| 1940          | 518 346   | 18,0   | 42/230  | 2    | Koalicja rządząca             |
| 1944          | 488 921   | 15,8   | 39/230  | 3    | Koalicja rządząca             |
| 1944          | 488 921   | 15,8   | 39/230  | 3    | Opozycja (od 1945)            |
| 1948          | 478 779   | 12,3   | 23/230  | 16   | Opozycja                      |
| 1952          | 543 825   | 14,4   | 31/230  | 8    | Opozycja                      |
| 1956          | 663 693   | 17,1   | 42/231  | 11   | Opozycja                      |
| 1958          | 750 332   | 19,5   | 45/233  | 3    | Opozycja                      |
| 1960          | 704 365   | 16,6   | 39/233  | 6    | Opozycja                      |
| 1964          | 582 609   | 13,7   | 33/233  | 6    | Opozycja                      |
| 1968          | 621 031   | 12,9   | 32/233  | 1    | Opozycja                      |
| 1970          | 573 812   | 11,5   | 41/350  | 9    | Opozycja                      |
| 1973          | 737 584   | 14,3   | 51/350  | 10   | Opozycja                      |
| 1976          | 847 672   | 15,6   | 55/349  | 4    | Koalicja rządząca             |
| 1976          | 847 672   | 15,6   | 55/349  | 4    | Opozycja (od 1978)            |
| 1979          | 1 108 406 | 20,3   | 73/349  | 18   | Koalicja rządząca             |
| 1982          | 1 313 337 | 23,6   | 86/349  | 13   | Opozycja                      |
| 1985          | 1 187 335 | 21,3   | 76/349  | 10   | Opozycja                      |
| 1988          | 983 226   | 18,3   | 66/349  | 10   | Opozycja                      |
| 1991          | 1 199 394 | 21,9   | 80/349  | 14   | Koalicja rządząca             |
| 1994          | 1 243 253 | 22,4   | 80/349  | 0    | Opozycja                      |
| 1998          | 1 204 926 | 22,9   | 82/349  | 2    | Opozycja                      |
| 2002          | 791 660   | 15,1   | 55/349  | 27   | Opozycja                      |
| 2006          | 1 456 014 | 26,2   | 97/349  | 42   | Koalicja rządząca             |
| 2010          | 1 791 766 | 30,1   | 107/349 | 10   | Koalicja rządząca             |
| 2014          | 1 403 630 | 23,3   | 84/349  | 23   | Opozycja                      |
| 2018          | 1 284 698 | 19,8   | 70/349  | 14   | Opozycja                      |
| 2022          | 1 237 428 | 19,1   | 68/349  | 2    | Koalicja rządząca             |

### Wybory doParlamentu Europejskiego
| Wybory | Wyniki  | Wyniki | Mandaty | +/-  |
| Wybory | Głosy   | %      | Mandaty | +/-  |
| ------ | ------- | ------ | ------- | ---- |
| 1995   | 621 568 | 23,2   | 5/22    | Nowa |
| 1999   | 524 755 | 20,7   | 5/22    | 0    |
| 2004   | 458 398 | 18,3   | 4/19    | 1    |
| 2009   | 596 710 | 18,8   | 4/18    | 0    |
| 2014   | 507 488 | 13,7   | 3/20    | 1    |
| 2019   | 698 770 | 16,8   | 4/20    | 1    |